# Habitatge a la carretera d'Agramunt, 20 (Cervera)
Habitatge a la carretera d'Agramunt, 20 és una obra de Cervera (Segarra) protegida com a Bé Cultural d'Interès Local.

## Descripció
Situat a la carretera L-303, dominada per la presència de magatzems de diferents especialitats. Casa entre mitgeres amb dos cossos horitzontals que la defineixen. A la planta baixa, les tradicionals obertures -finestra, magatzem i porta d'accés a l'habitatge-, amb un parament de plaques encoixinades. El cos superior, de parament arrebossat -i recentment restaurat amb estuc- està centrat per una tribuna amb tres obertures, de planta rectangular respecte al pla de la façana i amb arestes còncaves. La tribuna està realitzada a base del mateix aplacat de pedra de la planta baixa. A banda i banda hi té un balcó amb sengles obertures. Probablement, s'ha reformant sobrealçant l'edifici amb un terrat, ja que la cornisa que precedia la teulada abans discorria immediatament damunt de la tribuna i ara s'ha convertit en un simple motiu decoratiu. Per damunt d'aquesta antiga cornisa s'aixeca una barana d'obra, igualment estucada i rematada amb gerros decoratius.